# Koszmosz–198
A Koszmosz–198 a szovjet USZ–A aktív radarfelderítő műhold tesztrepülése volt.

## Küldetés
A szovjet Legenda tengeri felderítő rendszerhez készült USZ–A típusú, aktív radarberendezéssel felszerelt felderítő műhold. A repülés a radarfelderítő műhold első aktív indítása volt, melynek során a berendezés szolgálati feladatot látott el. A műholdba a BESZ–5 Buk nukleáris termoeletromos generátor teljes méretű makettjét építették. A Koszmosz–125 programját folytatta.

## Jellemzői
1967. december 27-én a Bajkonuri űrrepülőtér indítóállomásról egy Ciklon-2A hordozórakétával juttatták Föld körüli, közeli körpályára. Az orbitális egység pályája 89.85 perces, 65.07 fokos hajlásszögű, elliptikus pálya perigeuma 265 kilométer, az apogeuma 269 kilométer volt. Hasznos tömege 4000 kilogramm. Az egység orbitális pályáját 31 alkalommal korrigálták, biztosítva a közel körpályás haladási magasságot.
1967. december 29-én az orbitális egység pályáját 103,45 perces, 65,15 fokos hajlásszögű, elliptikus pálya perigeuma 909 kilométer, az apogeuma 948 kilométerre emelték.
Felépítése hengeres, átmérője 1.3 méter, magassága 10 méter.
Szolgálati idejének vége ismeretlen.